# Bredenohl

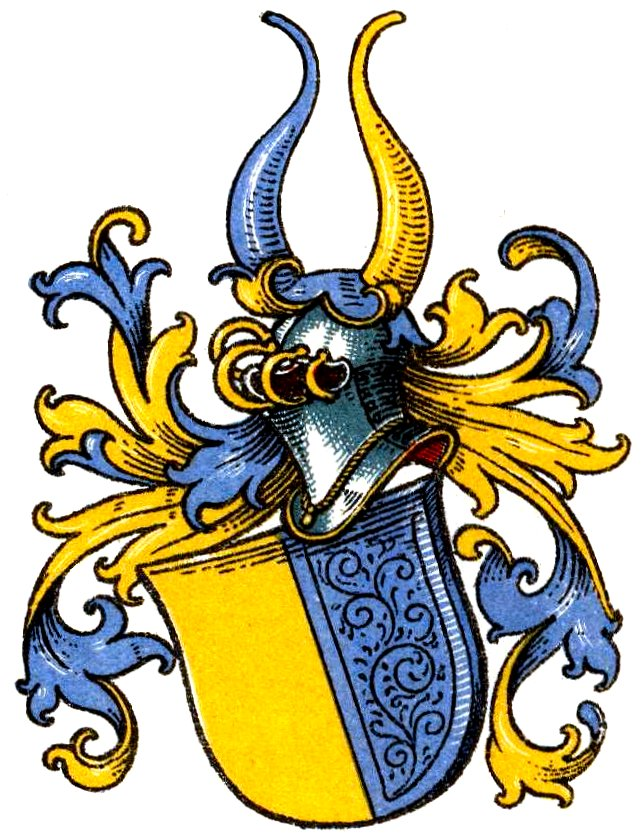
Wappen derer von Brendenohl

Die Herren von Bredenohl (auch: Bredenholt, Bredenol(e), Brenole, Brenelo, Breydenole, Brendenoll, Bredenolt oder ähnlich) waren ein westfälisches Adelsgeschlecht.

## Geschichte
Der Stammsitz des Geschlechts, Schloss Bredenole, lag bei Iserlohn zwischen Menden und Hemer auf der Oese. Begütert war die Familie insbesondere zur Mark, Halingen und Rodenberg sowie Rade und Bökenförde bei Lippstadt. Außerdem besaß die Familie im 16. Jahrhundert ein Salzhaus zu Westernkotten.
Als frühe Familienmitglieder erscheinen unter anderem:
- Albert von Bredenohl, Ritter, und Bruder Adolf tragen 1281–1313 den Hof Bredenol zu Lehen; ebenso die Brüder Adolph und Johann von Bredenohl.
- Erenfrid de Bredenoll (urkundlich 1282–1301), Ritter, Burgmann zu Rodenberg
- Erenfrid de Bredenoll (urkundlich 1322–1333), Ritter, Blutsverwandter des Edelherrn Gottfried von Rüdenberg
- Hermannus de Bredenolt, Erenbertus de Bredenolt, 1344 morans in Halingen, Ritter
- Erenfrid van Brendenoll dey Blinde (urkundl. 1334–1344), seine Kinder waren: Hugo, Gobelin, Hadwig, Ida, Gertrud, Alheid und Wichmodis.
- Erenfrid van Brendenole geheyten dey Blinde (urkundlich 1338–1361), 1349 Amtmann im Amt Menden, verheiratet mit Deidardes, ihre Kinder hießen Diederich, Erenberg, Gese und Liseke. Erenfried hat 1338 eine Hälfte von Bredenol zum Lehen, Adolf von Bredenohl die andere.
- Alf von Bredenol, Knappe, 1350 Burgmann zu Stromberg[3]
- Bertold van Bredenol, Ritter, verkaufte 1387 sein Burghaus zu der Marke an Evert von der Brüggeney

Haseke von Bredenol war 1401 Äbtissin des Stifts Fröndenberg. Hermann van Bredenol war 1459 und 1465 Bürgermeister und Diderich Bredenol 1479 Ratsmann der Stadt Lippe. 1580 wird Johann von Bredenohl zu Haus Rade bei Lippstadt genannt, das noch 1632 als Besitz Georgs von Bredenohl erwähnt wird, da aber schon lange verfallen war. Walpurg Anna von Bredenohl resignierte 1638 im Stift Fröndenberg.
Die Familie legte später den Adel nieder und blühte unter dem Namen Bredenoll in Erwitte bis in das 19. Jahrhundert fort.

## Wappen
Blasonierung: Der Schild gespalten von Gold und Blau. Auf dem Helm ein blaues und ein goldenes Büffelhorn. Die Helmdecken sind blau-golden.
Aufgrund des Gleichheit des Schildes wird eine Abstammung vom Adelsgeschlecht derer von Plettenberg vermutet.